# (6186) Zenon
(6186) Zenon ist ein Asteroid des Hauptgürtels, der am 11. Februar 1988 vom belgischen Astronomen Eric Walter Elst am La-Silla-Observatorium (IAU-Code 809) der Europäischen Südsternwarte in Chile entdeckt wurde.
Der Asteroid wurde nach dem antiken griechischen Philosophen Zenon von Elea (* um 490 v. Chr.; † um 430 v. Chr.) benannt, der zu den Vorsokratikern gezählt wird, der sich vor allem mit dem Problem des Kontinuums beschäftigte und auf den Zenons Paradoxien der Vielheit und Paradoxon vom Fuder Hirse zurückgeführt wird.